# Кінгмен (Аризона)
Кінгмен (англ. Kingman) — місто (англ. city) в США, в окрузі Могаве штату Аризона. Населення — 32 689 осіб (2020).

## Географія
Кінгмен розташований за координатами 35°13′0″ пн. ш. 114°1′0″ зх. д. / 35.21667° пн. ш. 114.01667° зх. д. (35.216803, -114.016734). За даними Бюро перепису населення США в 2010 році місто мало площу 90,18 км², уся площа — суходіл. В 2017 році площа становила 97,25 км², уся площа — суходіл.

### Клімат
Місто знаходиться у зоні, котра характеризується кліматом тропічних степів. Найтепліший місяць — липень із середньою температурою 28.7 °C (83.6 °F). Найхолодніший місяць — грудень, із середньою температурою 6.1 °С (43 °F).
| Клімат Кінгмена         | Клімат Кінгмена | Клімат Кінгмена | Клімат Кінгмена | Клімат Кінгмена | Клімат Кінгмена | Клімат Кінгмена | Клімат Кінгмена | Клімат Кінгмена | Клімат Кінгмена | Клімат Кінгмена | Клімат Кінгмена | Клімат Кінгмена | Клімат Кінгмена |
| Показник                | Січ.            | Лют.            | Бер.            | Квіт.           | Трав.           | Черв.           | Лип.            | Серп.           | Вер.            | Жовт.           | Лист.           | Груд.           | Рік             |
| Абсолютний максимум, °C | 25              | 27              | 32              | 38              | 41              | 43              | 43              | 43              | 42              | 37              | 32              | 25              | 43              |
| Середній максимум, °C   | 13,6            | 15,4            | 18,7            | 23,1            | 29,3            | 33,9            | 36,2            | 35,4            | 32,1            | 25,1            | 17,9            | 12,4            | 24,4            |
| Середня температура, °C | 6,6             | 8,3             | 10,9            | 14,8            | 20,3            | 25,4            | 28,7            | 28,1            | 24,2            | 17,2            | 10,4            | 6,1             | 16,8            |
| Середній мінімум, °C    | −0,4            | 1,1             | 3,1             | 6,6             | 11,4            | 16,9            | 21,1            | 20,7            | 16,4            | 9,2             | 2,9             | −0,3            | 9,1             |
| Абсолютний мінімум, °C  | −14             | −12             | −8              | −6              | −1              | 1               | 7               | 6               | 0               | −2              | −10             | −12             | −14             |
| Норма опадів, мм        | 25.4            | 27.9            | 20.3            | 10.2            | 2.5             | 2.5             | 20.3            | 25.4            | 25.4            | 17.8            | 17.8            | 17.8            | 213.4           |
| Днів з дощем            | 3               | 3               | 3               | 1               | 0               | 0               | 2               | 3               | 2               | 1               | 1               | 3               | 28              |
| ----------------------- | --------------- | --------------- | --------------- | --------------- | --------------- | --------------- | --------------- | --------------- | --------------- | --------------- | --------------- | --------------- | --------------- |
| Джерело: Weatherbase    |                 |                 |                 |                 |                 |                 |                 |                 |                 |                 |                 |                 |                 |

## Історія

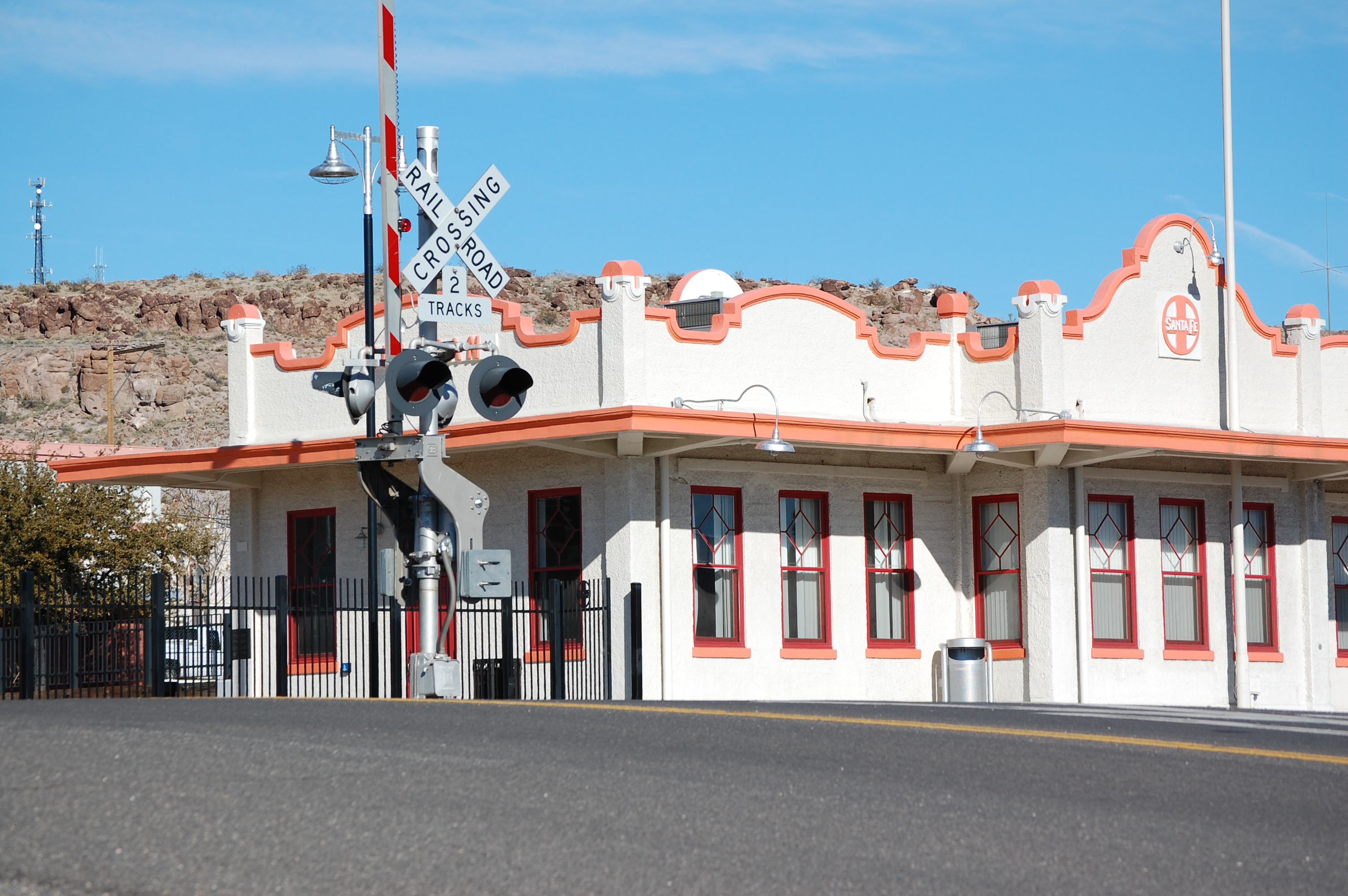
Залізнична станція 1907 року, занесена до Національного реєстру історичних місць США

Кінгмен був заснований в 1882 році. Розташований в мальовничій долині поруч з горами Хуалапай. Місто розпочиналося як проста залізнична станція на недавно побудованій трасі Атлантично-Тихоокеанської залізниці.
Через місто проходить історична траса № 66, що з'єднує Чикаго і Лос-Анджелес. Кінгмен називають «серцем історичної траси № 66».

## Демографія
Згідно з переписом 2010 року, у місті мешкало 28 068 осіб у 11 217 домогосподарствах у складі 7301 родини. Густота населення становила 311 особа/км². Було 12724 помешкання (141/км²).
Расовий склад населення:
| - 88,0 % — білих - 1,7 % — корінних американців - 1,7 % — азіатів - 1,0 % — чорних або афроамериканців - 0,3 % — вихідців з тихоокеанських островів - 4,2 % — осіб інших рас |

До двох чи більше рас належало 3,1 %. Частка іспаномовних становила 12,5 % від усіх жителів.
За віковим діапазоном населення розподілялося таким чином: 23,3 % — особи молодші 18 років, 57,6 % — особи у віці 18—64 років, 19,1 % — особи у віці 65 років та старші. Медіана віку мешканця становила 41,7 року. На 100 осіб жіночої статі у місті припадало 95,7 чоловіків; на 100 жінок у віці від 18 років та старших — 93,6 чоловіків також старших 18 років.
Середній дохід на одне домашнє господарство становив 56 612 долари США (медіана — 43 246), а середній дохід на одну сім'ю — 70 356 доларів (медіана — 55 523). Медіана доходів становила 42 157 доларів для чоловіків та 36 143 долари для жінок. За межею бідності перебувало 20,7 % осіб, у тому числі 25,3 % дітей у віці до 18 років та 11,0 % осіб у віці 65 років та старших.
Цивільне працевлаштоване населення становило 9904 особи. Основні галузі зайнятості: освіта, охорона здоров'я та соціальна допомога — 28,1 %, роздрібна торгівля — 13,5 %, мистецтво, розваги та відпочинок — 11,9 %.